# Актубек (Жетысуская область)
Актубек (каз. Ақтүбек, до 199? г. — Чистопольское) — село в Алакольском районе Жетысуской области Казахстана. Административный центр и единственный населённый пункт Актубекского сельского округа. Код КАТО — 193435100.

## Население
В 1999 году население села составляло 1403 человека (738 мужчин и 665 женщин). По данным переписи 2009 года, в селе проживало 1239 человек (655 мужчин и 584 женщины).